# Polonofobija
Polonofobija je mržnja prema Poljacima tj. ljudima poljske nacionalnosti.
Antipolonizam postoji/je postojao u sljedećim vidovima:
- organizirano istrebljivanje Poljaka kao etničke i kulturne grupe, često bazirano na ideji (vjerovanju) da je poljska kultura prijetnja njihovim vlastitim nacionalnim interesima;
- rasistički antipolonizam, vrsta ksenofobije;
- kulturalni antipolonizam: predrasude o Poljacima i ljudima koji govore poljski;
- negiranje poljske pomoći Židovima (tijekom Drugog svjetskog rata napose)

## Vanjske poveznice
- Holocaust forgotten.com  Arhivirana inačica izvorne stranice od 7. listopada 2011. (Wayback Machine) (engl.)